# 屠户

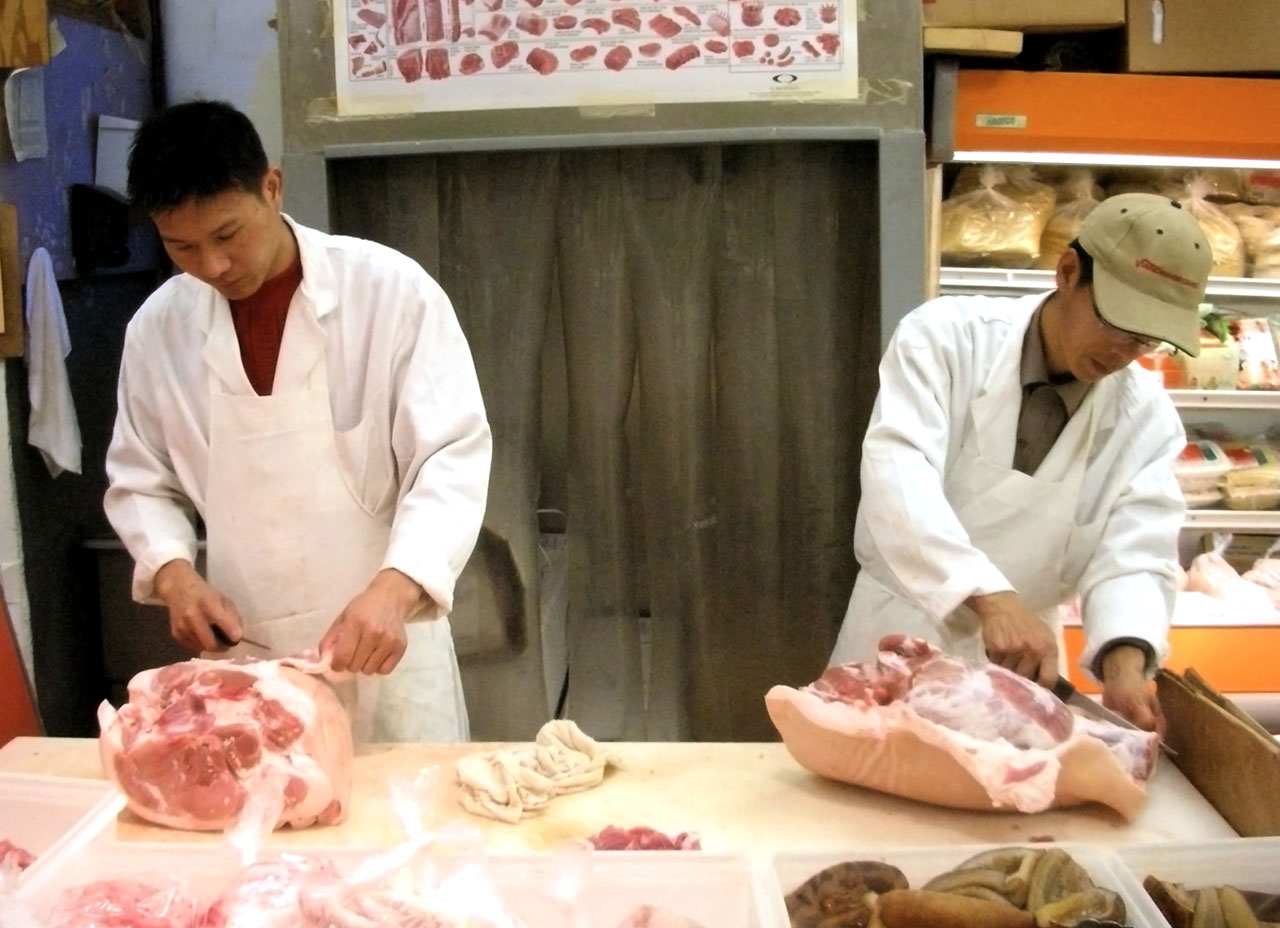
两个屠宰工作者在工作

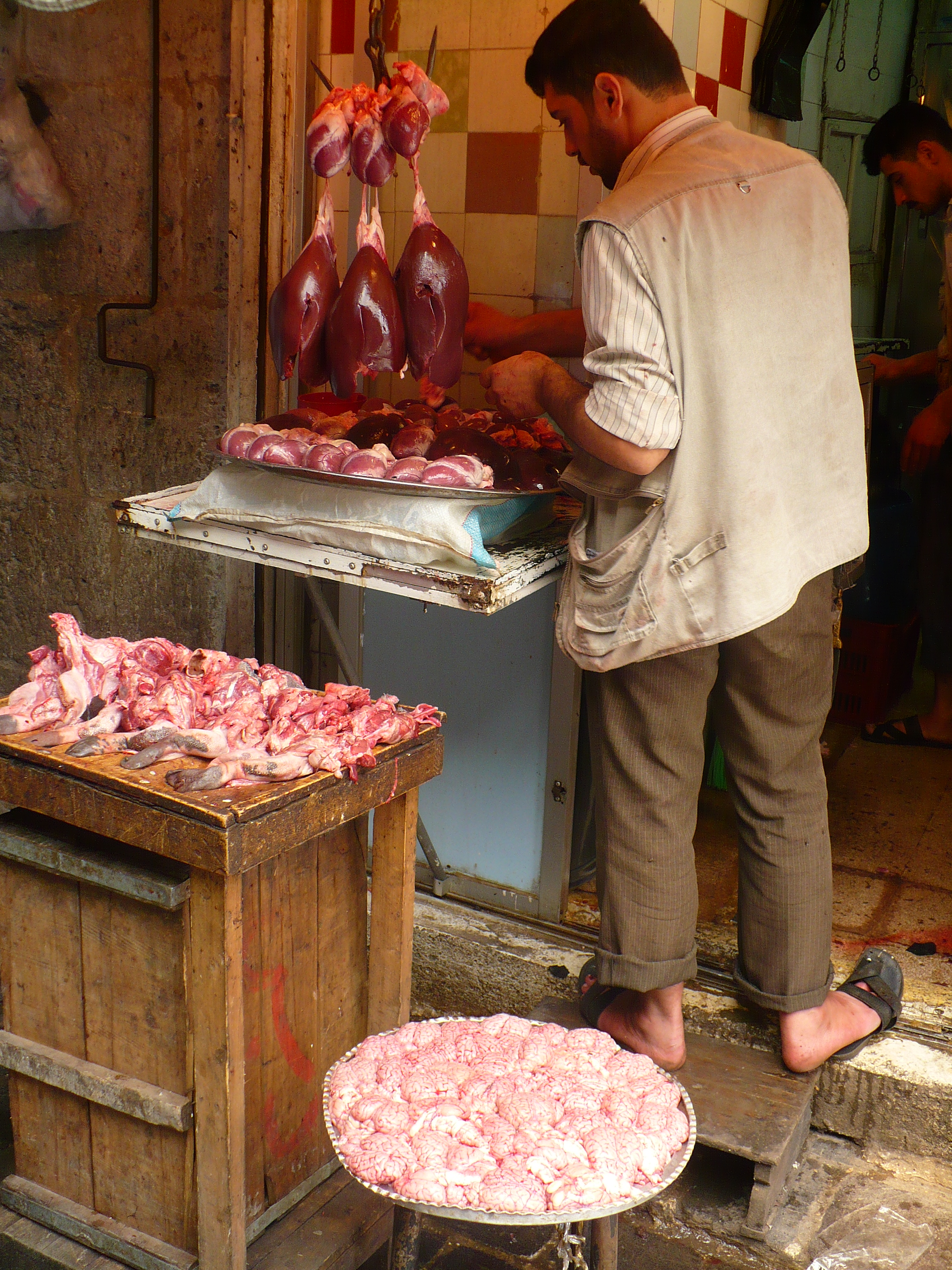
一个叙利亚的屠户

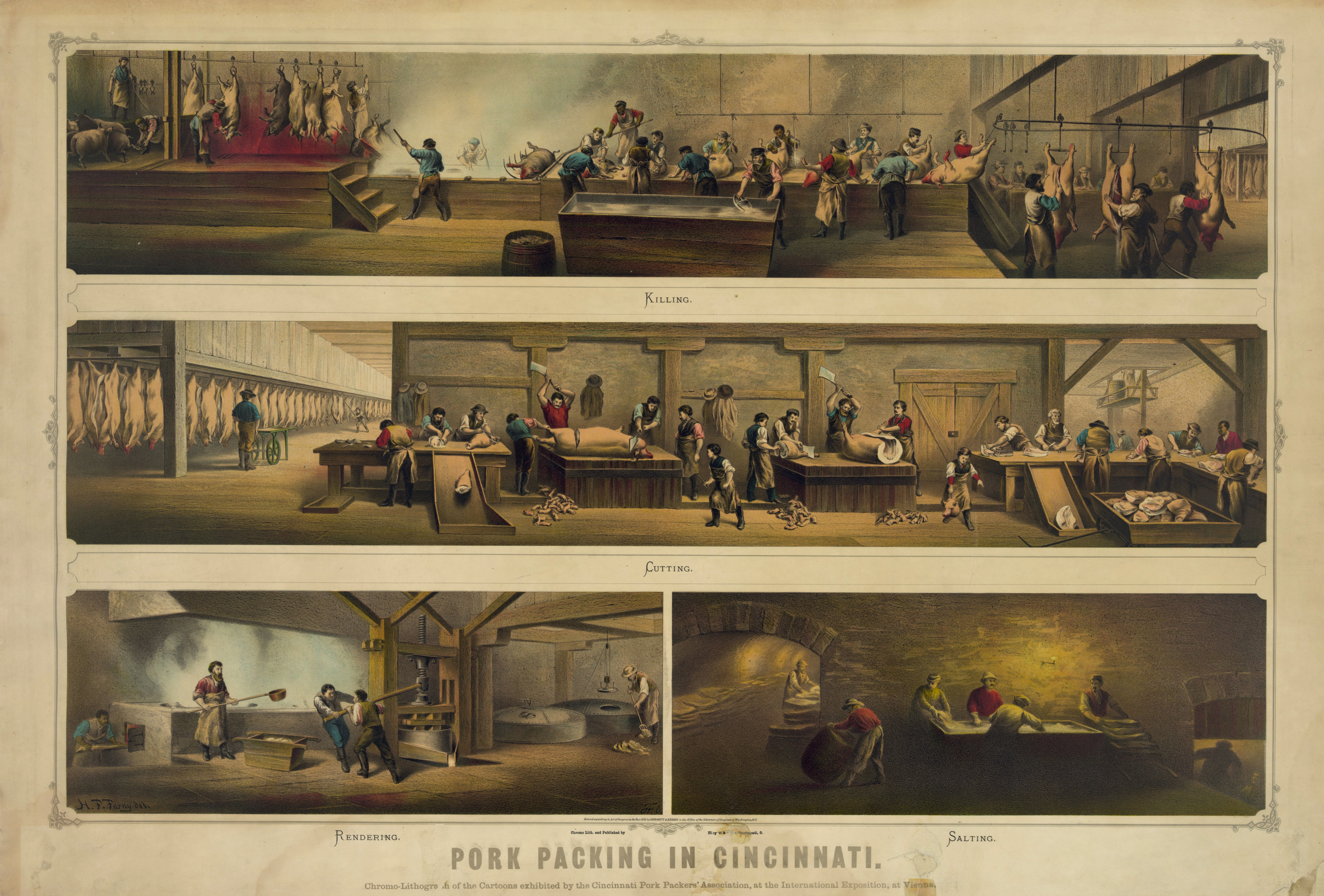
1873的一个屠宰厂

屠户，也叫屠夫或屠宰工作者，是宰杀动物、分切肉和卖肉的人。屠户可以是自己开店，也可受雇于超市、肉店和水产市场。

## 历史
屠户这个行业古已有之，水浒传里就有鲁智深拳打郑屠户的故事。1272年英格兰就出现了屠户行业协会。如今，很多地方的屠户都需要资质许可，有些地方需要三年的学徒见习期。

## 职责
屠宰是一项传统的工作。工业化后，屠户就成了屠宰厂流水线的一部分，步骤包括击晕、放血、去毛、剥皮、去内脏、对劈等步骤。之后屠夫要根据需要在损失最小的情况下将肉和骨头分解开来。在工业化前和工业化低的国家，屠户要独立完成从宰杀到分解的一系列过程。没有冷藏的地方屠夫往往还要负责把肉卖掉。